# Gnathoceraphron skapheutes
Gnathoceraphron skapheutes är en stekelart som beskrevs av Paul Dessart och Bin 1981. Gnathoceraphron skapheutes ingår i släktet Gnathoceraphron och familjen pysslingsteklar. Inga underarter finns listade i Catalogue of Life.